# Muzeum Kołobrzeskie „Patria Colbergiensis”
Muzeum Kołobrzeskie „Patria Colbergiensis” – muzeum w Kołobrzegu. Założycielem placówki jest Robert Aleksander Maziarz, a dyrektorem Ewa Wendland. 
Muzeum zostało otwarte 27 września 2014 roku podczas Europejskich Dni Dziedzictwa w Kołobrzegu. Ekspozycja mieści się w zachodniej części piwnic kołobrzeskiego ratusza. Muzeum jest organizacją pozarządową działającą na podstawie regulaminu uzgodnionego z Ministrem Kultury i Dziedzictwa Narodowego. Placówka jest wpisana do rejestru muzeów utworzonych przez osoby fizyczne.
Muzeum ukazuje tysiącletnią historię miasta i regionu kołobrzeskiego. Przeważają tu zabytki z czasów wojny trzydziestoletniej, wojny siedmioletniej i kampanii napoleońskiej. Cała ekspozycja dotyczy rejonu miasta Kołobrzeg. Część wystawiennicza prezentuje wyjątkowe i nigdzie indziej niespotykane zbiory:
- medalierstwa i falerystyki,
- militariów, w tym broni białej i czarnoprochowej,
- numizmatyki miejskiej,
- kartografii,
- rycin,
- malarstwa,
- szkła,
- porcelany,
- ceramiki,
- rzeźby,
- sfragistyki.

Bogato prezentowane są tu zbiory poświęcone dawnym cechom rzemiosł, w tym: kotlarzom, szewcom, muratorom, piekarzom, tkaczom i kołobrzeskim rymarzom.
Placówka bierze udział w Wielkiej Orkiestrze Świątecznej Pomocy, Nocy Muzeów, a także innych międzynarodowych imprezach kulturalnych w Kołobrzegu. Realizuje i współuczestniczy w tworzeniu audycji telewizyjnych i radiowych.